# Chauve-souris de Yuma
Myotis yumanensis
Espèce
Statut de conservation UICN

 LC  : Préoccupation mineure
Myotis yumanensis, parfois appelée Chauve-souris de Yuma, est une espèce de chauve-souris de la famille des Vespertilionidae. Cet animal insectivore vit en Amérique du Nord (Canada, États-Unis, Mexique).
La Chauve-souris de Yuma a une taille d'environ 78 mm pour un poids variant entre quatre et huit grammes. Elle ressemble à Myotis occultus.

## Liste des sous-espèces

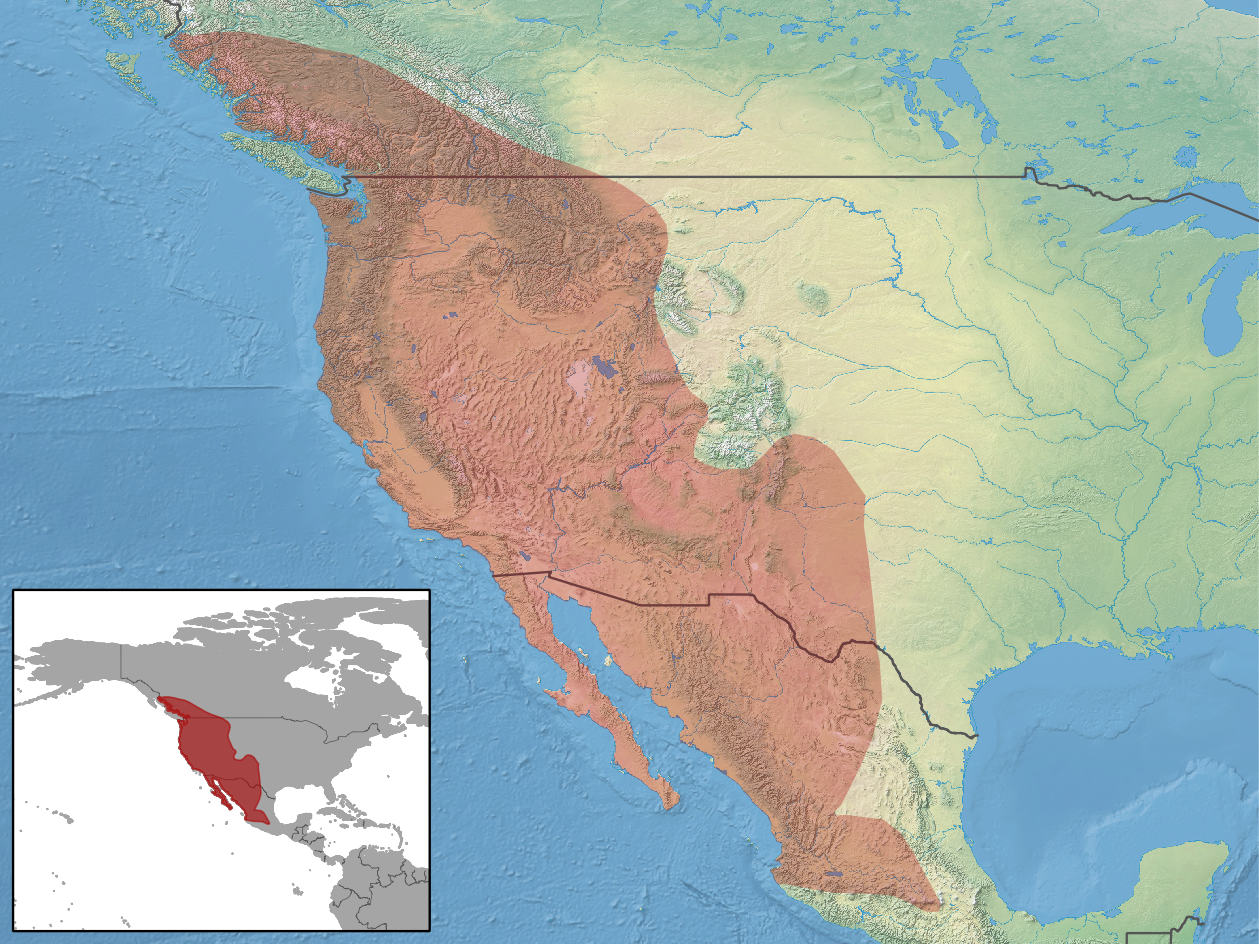
Répartition de l'espèce.

Selon MSW :
- Myotis yumanensis lambi
- Myotis yumanensis lutosus
- Myotis yumanensis oxalis
- Myotis yumanensis saturatus
- Myotis yumanensis sociabilis
- Myotis yumanensis yumanensis